# 宮原徹
宮原 徹（みやはら とおる、1972年-）は、日本の情報技術者、経営者。神奈川県平塚市出身。コンピュータにおけるオープンソースソフトウェアや仮想化技術を中心とした著作活動や講演活動などを行っている。株式会社びぎねっと、日本仮想化技術株式会社の代表取締役。
オープンソース関連のコミュニティの設立などにも携わる。オープンソースソフトウェアを主な対象としたコミュニティベースのイベントである「オープンソースカンファレンス」を主導。「オープンソースカンファレンス」による功績が評価され、2008年に独立行政法人情報処理推進機構（IPA）・日本OSS推進フォーラムより「日本OSS貢献者賞」が与えられている。

## 人物
オープンソース関連のコミュニティの設立やコミュニティの情報発信の場の構築などの活動を行っている。宮原は自身のことを「もともと、自分はあまり1つのコミュニティにどっぷり漬かるタイプではない」と分析している。
また、日本オラクル時代にはLinux版Oracleの公開に携わるなど、2000年以前からオープンソースとビジネスに関連した活動を行っている。コミュニティ活動とビジネスは密接になった方が良いと考えており、オープンソースカンファレンスはその場としても機能したと述べている。

## 経歴
- 1993年3月 - 中央大学法学部法律学科 卒業[1]
- 1994年4月 - 日本オラクル株式会社 入社
- 2000年3月 - 株式会社デジタルデザイン東京支社支社長 兼 株式会社アクアリウムコンピューター代表取締役社長
- 2001年1月 - 濱野賢一朗とともに株式会社びぎねっとを設立
- 2004年9月 - 第1回目のオープンソースカンファレンスである「オープンソースカンファレンス 2004」を開催[3]
- 2006年12月 - 仮想化技術に特化した日本仮想化技術株式会社を設立
- 2008年10月 - 独立行政法人情報処理推進機構（IPA） 2008年度 日本OSS貢献者賞を受賞[4]
- 2009年10月 - 日中韓OSSアワード「特別貢献賞」受賞

### びぎねっと設立まで
1994年に日本オラクルへ入社、マーケティング部に所属し、Linux版Oracleの公開などに携わる。また、1999年の日本Sambaユーザー会、2000年には日本PHPユーザ会の立ち上げなどにも関わる。また、Linuxをビジネスで活用する人々の集まりであるProject BLUE（Business Linux User Enkai）にも参加。

### びぎねっと設立とOSCの企画
2001年のびぎねっと設立と同時に日本各地で自らが情報発信を行っていた。しかし、情報発信や交流の場を様々なコミュニティが求めていることを知った宮原は、各コミュニティが発表できる場を作ることを考え、2004年9月に第1回目のオープンソースカンファレンスを開催した。

## 著書

### 単著
- Oracle8 Linux版トライアルキット（アスキー、1999年3月、ISBN 978-4756130419）
- ADSLによるLinuxインターネットサーバー構築ガイド（技術評論社、2002年3月、ISBN 978-4774114446）
- 絶対合格! PostgreSQL CE 認定試験【Silber】（技術評論社、2005年2月、ISBN 978-4774122687）
- OSCクロニクル（秀和システム、2024年9月、ISBN 978-4798072753）

## 共著
- Linux実用Tipsリファレンス（技術評論社、2003年7月、ISBN 978-4774117775）
- シェルスクリプト ポケットリファレンス bash編（技術評論社、2005年8月、ISBN 978-4774124810）
- 仮想化技術 完全攻略ガイド（インプレスジャパン、2006年10月、ISBN 978-4844323266）

### 連載
- 宮原徹のオープンソース放浪記（技術評論社『Software Design』、2016年3月号から）